# Бенневелд
Бенневелд (нід. Benneveld) — село в нідерландській провінції Дренте. Входить до муніципалітету Куворден.
Його площа становить 7,02 км², а населення станом на 2021 рік складало 180 осіб.